# ریچارد آنتونی
ریچارد آنتونی (انگلیسی: Richard Anthony; ۱۳ ژانویهٔ ۱۹۳۸ – ۲۰ آوریل ۲۰۱۵) خواننده فرانسوی اهل قاهره بود.
«ریچارد آنتونی»، خواننده ای فرانسوی است که در سال ۱۹۳۸ در قاهره به دنیا آمد. پدر او که اصالتاً مصری بود در حرفهٔ نساجی مشغول به کار بود و مادرش که انگلیسی بود، دختر کنسول عراق در قاهره بود. ریچارد آنتونی زندگی مرفهی را در دوران کودکی خود سپری کرد اما ظهور ناسیونالیسم او و خانواده اش را مجبور به ترک وطن کرد. آنها ابتدا به آرژانتین و سپس به انگلستان رفتند. «ریچارد آنتونی» در سن ۱۳ سالگی به پاریس رفت و در آنجا به ادامهٔ تحصیل پرداخت، او در ابتدا فروشنده یخچال بود اما هم‌زمان در کلاب‌های شبانه نیز ساکسیفون می‌نواخت. رفته رفته «ریچارد آنتونی» مشهور شد و به یکی از رقبای «جانی هالیدی» خوانندهٔ معروف فرانسوی تبدیل شد تا آنجا که در سال ۱۹۶۴ به مدت ۱۰ هفته در صدر بهترین خوانندهٔ جهان قرار گرفت. او سپس یک هواپیمای شخصی خرید و تنها خواننده ای در آن زمان بود که به وسیله هواپیمای شخصی به شهرها و کشورهای مختلف برای اجرای آثارش رفت و آمد می‌کرد. در سال ۱۹۶۷، او قطعهٔ موسیقی «آرانژوئه عشق من» که توسط «ژواکن رودریگو» نوشته شده بود را اجرا کرد. این قطعهٔ موسیقی بعدها به بزرگ‌ترین موفقیت او در جامعهٔ جهانی تبدیل شد. «ریچارد آنتونی» ابتدا بدون اجازهٔ «رودریگو» و به کمک ارکستر فیلارمونیک لندن این قطعه را ضبط کرد اما پس از آن به اسپانیا رفت و اجازهٔ «رودریگو» را برای انتشار آهنگ خود کسب کرد. ”ریچارد آنتونی” در سال ۲۰۱۱ به عنوان شوالیهٔ هنر و ادبیات معرفی شد و در همان سال در وزارت فرهنگ فرانسه توسط «فرانسوا میتران» این نشان به او اعطا شد. در مجموع «ریچارد آنتونی» در طی حرفهٔ خوانندگی خود با بیش از ۱۷ آلبوم، ۲۱ مرتبه در صدر پر فروش‌ترین خوانندگان قرار گرفت. وی همچنین امروزه تنها خوانندهٔ فرانسوی است که این رکورد را همچنان برای خود ثبت کرده‌است. «ریچارد آنتونی» از جمله اندک فرانسویانی است که در کشورهای دیگر هم چون آلمان، ایتالیا، پرتغال، اسپانیا، سوئیس، بلژیک و آرژانتین نیز در دوران‌هایی از حرفه خود به عنوان بهترین خواننده در نظر گرفته شده‌است.